# Penthelia
Penthelia va ser una sacerdotessa-música egípcia que va servir al déu creador Ptah, déu del foc, al temple de Memfis a l'Antic Egipte.
Al segle xviii, l'escriptor anglès Bryant va dir que els poemes de la Ilíada i la Odissea eren obra de Penthelia, i Homer, tan sols havia robat els arxius del temple en algun dels seus viatges a través d'Egipte. Matilda Joslyn Gage troba suport per aquesta idea al volum I capítol 7 de Diodor de Sicília, basada en la poció que Helena de Troia va donar a Telèmac i que s'utilitzava històricament a Tebes, Egipte.